# Ернест Дубац
Ернест Дубац Пуба (Осијек, 15. фебруар 1914 — Осијек, 27. фебруар 1985) био је југословенски и хрватски фудбалер и фудбалски тренер.

## Биографија и каријера
Каријеру је започео као центархалф у Хајдук Осијеку, а наставио у Славији Осијек. Од 1937. године играо је за БСК Београд, у сезони 1937/38. Првенства Југославије, када су „плави” заузели друго место. Врхунац каријере Дубац је достигао наредне сезоне, када је са БСК Београдом освојио титулу државног првака. За време Другог светског рата играо је за 1. ХШК Грађански (1941—1944), за који је на 51 утакмици постигао 3 гола.
За репрезентацију Београда одиграо је 7 утакмица и 2 за „Б” екипу (1938—1940), док је за фудбалску репрезентацију Југославије одиграо 14 утакмица. За национални тим дебитовао је 3. априла 1938. године на мечу против репрезентације Пољске у Београду. Играо је и на утакмици против Енглеске (1—0), 18. маја 1939. године у Београду. Од државног дреса опростио се 23. марта 1941. године на утакмици против селекције Мађарске. За репрезентацију НДХ наступао је на свих 15 утакмица, у периоду од 1941 до 1944. године.
Када је престао да игра фудбал, постао је тренер Пролетера Осијек, који је тренирао од 1951. до 1955. године, након тога тренирао је и Челик из Зенице током 1958. године и Трешњевку Загреб, од 1959. до 1966. године. Пензионисан је 1978. године као зубар и зубни техничар.
Био је ожењен Камилом Дубац, са којом је добио сина Дарка. Преминуо је 27. фебруара 1985. године, а сахрањен је на Анином гробљу у Осијеку.